# دیوید داوسون
دیوید رابرت داوسون (به انگلیسی: David Robert Dawson) (زاده ۷ سپتامبر ۱۹۸۲) بازیگر انگلیسی است. او حرفه ای متنوع در تلویزیون داشته‌است؛ از جمله نقش‌های او می‌توان جاده تاجگذاری (۲۰۱۰)، سری دو از لوتر (۲۰۱۱)، خیابان ریپر (۲۰۱۴–۲۰۱۲)، مأمور مخفی (۲۰۱۶)، پادشاه آلفرد در آخرین پادشاهی (۲۰۱۵–۲۰۱۸) و جوزف مریک (مرد فیلی) در سال خرگوش (۲۰۱۹) را نام برد.

## اوایل زندگی
داوسون در ویدنز انگلستان زاده شد و قبل از اینکه در آکادمی سلطنتی هنرهای دراماتیک در برنامه بازیگری در سال ۲۰۰۲ پذیرفته شود، در دبیرستان فیرفیلد و مؤسسه کالج وارینگتون تحصیل کرد. در دوران دبیرستان او عضوی از گروه تئاتر مسکتر بود که در آن در میان نقش های دیگرش، نقش داگبری را در نمایشنامه هیاهوی بسیار برای هیچ ویلیام شکسپیر بازی کرد. در ۱۷ سالگی نمایشنامه ای به نام "جدا شده و ناامید" نوشت که به مدت سه شب در تئاتر کوئینز هال ویدنز اجرا شد. یک سال بعد او با حمایت مالی باربارا ویندسور و جولی والترز که برای کمک نامه نوشته بودند، نمایشنامه "پسری در تخت: در تئاتر برج ایسلینگتون را نوشت و در آن بازی کرد. داوسون یک برادر کوچکتر به نام جیمز دارد. 

## زندگی شخصی
دیوید داوسون به عنوان بخشی از جامعه ال‌جی‌بی‌تی شناخته می شود.

## فیلم‌شناسی
| سال       | عنوان                                                | نقش           |
| --------- | ---------------------------------------------------- | ------------- |
| ۲۰۲۲      | همه چاقوهای قدیمی                                    | اوون لاسیتر   |
| ۲۰۲۲      | پلیس من                                              | پاتریک هزلوود |
| ۲۰۱۹      | سال خرگوش                                            | جوزف مریک     |
| ۲۰۱۶      | مأمور مخفی                                           | ولادیمر       |
| ۲۰۱۶      | The Complete Walk: Love's Labour's Lost (فیلم کوتاه) | بِرون          |
| ۲۰۱۶      | مایگرت                                               | مارسل مانسین  |
| ۲۰۱۵–۲۰۱۸ | آخرین پادشاهی                                        | آلفرد بزرگ    |
| ۲۰۱۵      | تنبیه شده                                            | دیوید کالینز  |
| ۲۰۱۴      | دود                                                  | دام           |
| ۲۰۱۳      | پیکی بلایندرز                                        | رابرت         |
| ۲۰۱۳      | بورجیاها                                             | سفیر فرانسه   |
| ۲۰۱۳      | رقص در لبه                                           | دی.آی.هورتون  |
| ۲۰۱۲–۲۰۱۶ | خیابان ریپر                                          | فرد بیست      |
| ۲۰۱۲      | پایان رژه                                            | آرانخونز      |
| ۲۰۱۲      | هنری چهارم، قسمت اول و دوم                           |               |
| ۲۰۱۲      | رمز و راز ادوین درود                                 | بازارد        |
| ۲۰۱۱      | لوتر                                                 | توبی کنت      |
| ۲۰۱۰      | جاده تاجگذاری                                        | تونی وارن     |
| ۲۰۱۰      | دفترچه خاطرات مخفی یک دختر تماسی                     | بایرون سیبوهم |
| ۲۰۰۹      | بلوار لندن                                           | فروشنده بزرگ  |
| ۲۰۰۹      | گریسی!                                               | هری پار دیویس |
| ۲۰۰۷      | ترفند این                                            | افرز          |
| ۲۰۰۷      | خسارت                                                | تام برن       |
| ۲۰۰۵      | دکتر مارتین                                          | والاس         |

## نظر منتقدان
داوسون برای ایفای نقش نویسنده تامی وارن در فیلم درام  بی‌بی‌سی چهار، جاده تاجگذاری مورد تحسین منتقدان قرار گرفت . ریچل کوک برای نیو استیتسمن نوشت: "من فکر می کنم او یک ستاره بزرگ خواهد بود. وقتی او کار خود را انجام می دهد، سخت است که چشم از او بردارید."  دیلی اکسپرس گفت "این دیوید داوسون و دیالوگ های کاملاً قضاوت شده است که این فیلم را درخشان می کند"  در حالی که جین سایمون از دیلی میرور او را " کاملاً نابغه" نامید. 